# 劉秋東
劉秋東（英語：LIU CHIU-TUNG，1964年5月20日—），中華民國無黨籍政治人物，曾任苗栗縣苑裡鎮第十八屆鎮長、第十六屆、第十七屆、第十八屆苗栗縣議會議員、第十七屆苑裡鎮鎮民代表會主席、第十六屆苑裡鎮鎮民代表會代表。
2023年6月5日涉貪遭收押，一審遭判刑11年，2025年6月遭監察院全票通過彈劾移送懲戒法院審理。

## 選舉紀錄
| 年度 | 選舉屆數               | 選舉區           | 所屬政黨   | 得票數 | 得票率 | 當選標記 | 備註 |
| ---- | ---------------------- | ---------------- | ---------- | ------ | ------ | -------- | ---- |
| 2005 | 第十六屆苗栗縣議員選舉 | 苗栗縣第三選舉區 | 中國國民黨 | 4,452  | 10.06% |          |      |
| 2009 | 第十七屆苗栗縣議員選舉 | 苗栗縣第三選舉區 | 中國國民黨 | 6,739  | 14.69% |          |      |
| 2014 | 第十八屆苗栗縣議員選舉 | 苗栗縣第三選舉區 | 中國國民黨 | 6,617  | 13.47% |          |      |
| 2018 | 第十九屆苑裡鎮鎮長選舉 | 苗栗縣苑裡鎮     | 無黨籍     | 14,599 | 54.87% |          |      |
| 2022 | 第二十屆苑裡鎮鎮長選舉 | 苗栗縣苑裡鎮     | 無黨籍     | 11,245 | 44.56% |          |      |

## 外部連結
- 苑裡鎮長劉秋東粉絲團
- 劉秋東-Instagram